# 淅川県
淅川県（せつせん-けん）は中華人民共和国河南省南陽市に位置する県。

## 行政区画
- 街道:竜城街道、商聖街道
- 鎮:荊紫関鎮、老城鎮、香花鎮、厚坡鎮、丹陽鎮、盛湾鎮、金河鎮、寺湾鎮、倉房鎮、上集鎮、馬蹬鎮

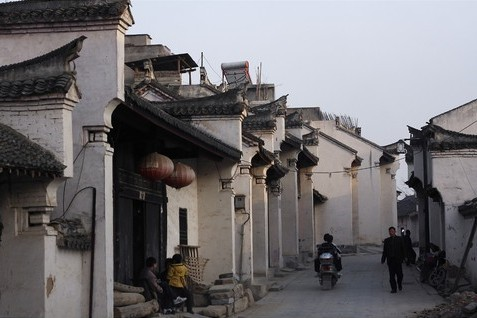
荊紫関鎮の町並み

- 郷:西簧郷、毛堂郷、大石橋郷、滔河郷